# Guy Lachapelle
Guy Lachapelle (* 2. März 1931 in Granby/Québec; † 25. März 2008 in Florida, Vereinigte Staaten) war ein kanadischer Perkussionist, Komponist und Musikpädagoge.

## Leben
Lachapelle studierte von 1948 bis 1954 am Konservatorium von Montreal bei Saul Goodman. 1954 wurde er Mitglied des Montreal Symphony Orchestra und war von 1958 bis 1978 dessen Erster Perkussionist. Als Orchestermitglied und Solist gab er zahlreiche Konzerte in Montreal und in den Radio- und Fernsehprogrammen der CBC. Er nahm an vielen Festivals mit der Société de musique contemporaine du Québec teil und war von 1968 bis 1978 Mitglied in deren Vorstand. Von Anfang der 1960er Jahre bis 1968 war er auch auf dem Gebiet des Jazz aktiv. Er gehörte von 1962 bis 1965 der Montreal Jazz Society an und betrieb mit Hans Kunst in Montreal den Nachtclub Tête de l’Art.
Ab 1975 unterrichtete Lachapelle am Konservatorium von Montreal, außerdem auch an der Universität Montreal. Zu seinen Schülern zählen Jacques Lavallée, François Aubin, Marc-André Lalonde und Pierre Trochu. Als Komponist schrieb er u. a. Werke für die Tanzkompanien Groupe de la Place Royale und Groupe Nouvelle-Aire.

## Werke
- Per-Q-Délic für Perkussion, 1967 (erweiterte Version unter dem Titel Phases)
- Épisodies I, II, III für drei Perkussionisten (Gemeinschaftswerk mit Micheline Saint-Marcoux, Pierre Béluse und Robert Leroux), 1973